# Hohe Straße 7 (Quedlinburg)

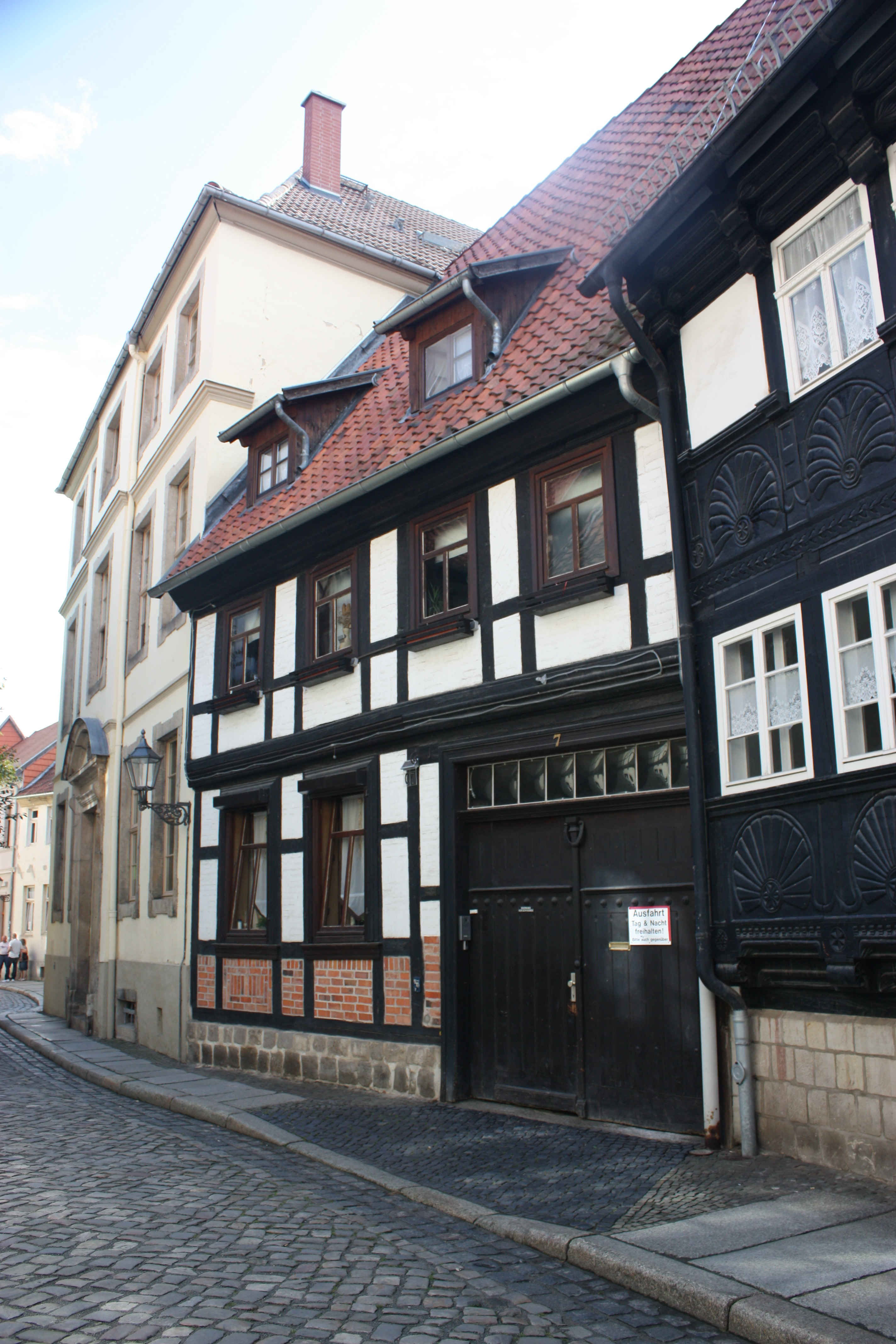
Haus Hohe Straße 7

Das Haus Hohe Straße 7 ist ein denkmalgeschütztes Gebäude in der Stadt Quedlinburg in Sachsen-Anhalt.

## Lage
Es befindet sich im Stadtgebiet westlich des Quedlinburger Marktplatzes und gehört zum UNESCO-Weltkulturerbe. Westlich grenzt das gleichfalls denkmalgeschützte Haus der Städteunion, östlich das Haus Hohe Straße 6 an.

## Architektur und Geschichte
Das zweigeschossige Fachwerkhaus ist im Denkmalverzeichnis Quedlinburgs als Wohnhaus eingetragen. In der rechten Hälfte des um 1730 errichteten Gebäudes befindet sich eine Tordurchfahrt. An der Stockschwelle ist ein profiliertes Bohlenbrett angebracht. Die Gefache des oberen Geschosses sind mit einer Zierausmauerung versehen.